# 中山寺 (宝塚市の地名)
中山寺（なかやまでら）は兵庫県宝塚市の地名。一丁目から三丁目までがあり、1970年（昭和45年）に住居表示を実施しているが二丁目の北側にある大字中山寺では住居表示を実施していない。

## 地理
北を切畑、北東を中山桜台、東を中山台、南東を中筋、南を今里町、南西を売布、西を泉ガ丘、北西を川面と接し、売布との間には中山荘園（元は切畑の一部）がある。

## 歴史
元は摂津国川辺郡中山寺村で、1889年（明治22年）の町村制施行後は川辺郡長尾村の大字中山寺となった。現在の大字中山寺は2丁目の北側にあり、北中山公園の所在地が「大字中山寺字北中山」、奥之院の所在地が「大字中山寺字山ノ内」とされている。

## 世帯数と人口
2022年（令和4年）7月31日現在の世帯数と人口は以下の通りである。
| 町丁         | 世帯数  | 人口    |
| ------------ | ------- | ------- |
| 中山寺一丁目 | 382世帯 | 780人   |
| 中山寺二丁目 | 145世帯 | 292人   |
| 中山寺三丁目 | 382世帯 | 886人   |
| 計           | 909世帯 | 1,958人 |

## 小・中学校の学区
市立小・中学校に通う場合、学区は以下の通りとなる。
| 町丁         | 小学校             | 中学校               |
| ------------ | ------------------ | -------------------- |
| 中山寺一丁目 | 宝塚市立長尾小学校 | 宝塚市立長尾中学校   |
| 中山寺二丁目 | 宝塚市立長尾小学校 | 宝塚市立山手台中学校 |
| 中山寺三丁目 | 宝塚市立売布小学校 | 宝塚市立宝塚中学校   |
| 大字中山寺   | 宝塚市立長尾小学校 | 宝塚市立山手台中学校 |

## 交通

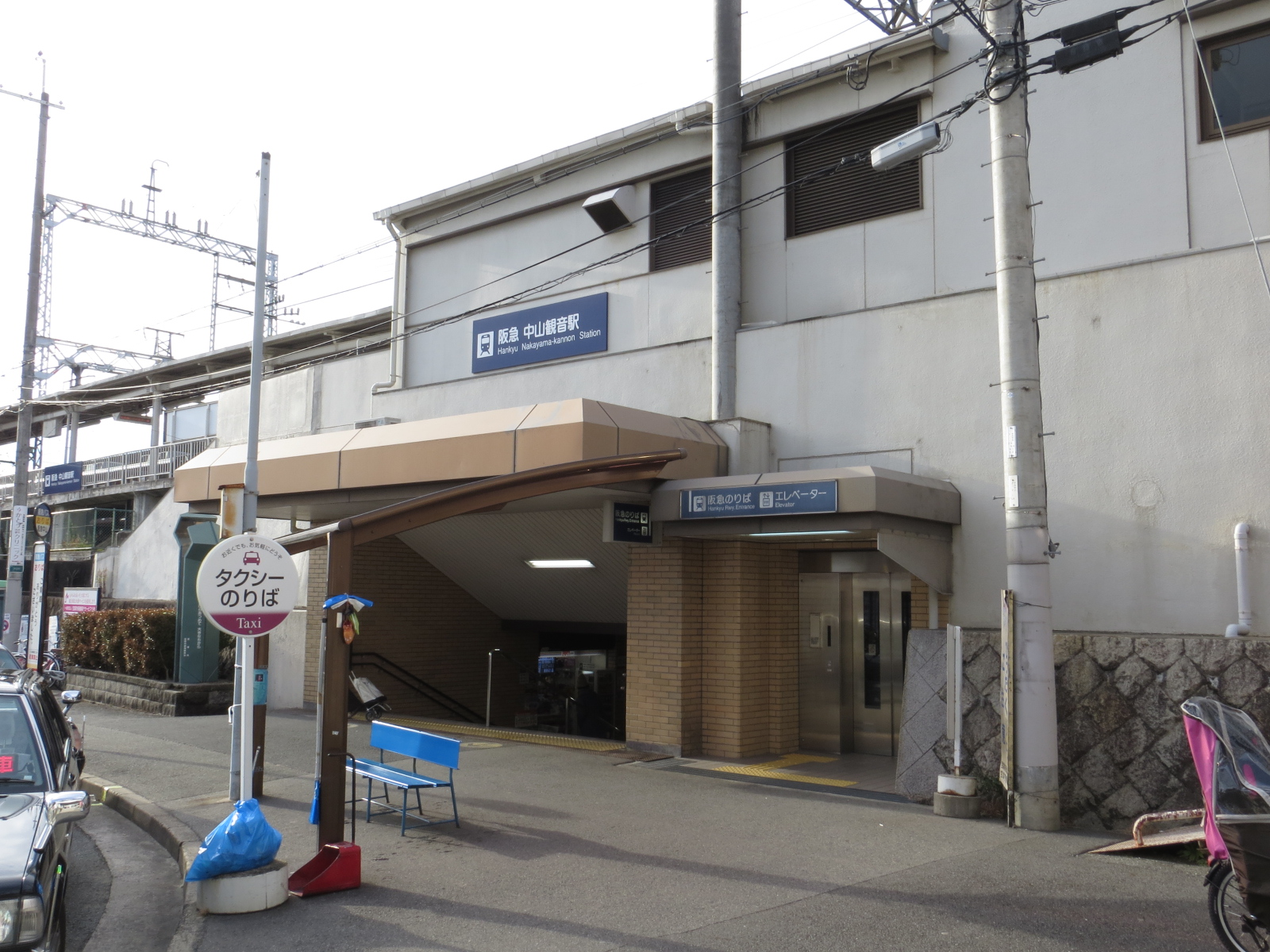
中山観音駅

### 鉄道
- 阪急電鉄宝塚本線中山観音駅

### 道路
- 国道176号

## 施設
- 中山寺 (宝塚市)